# Brian Boru
Brian Boru, egentligen Brian Bóruma mac Cennétig, född trol. 941, död på långfredagen 23 april 1014, kung av Munster från 976, kung av Irland 1002-1014. 

## Biografi
Brian Boru var son till Cennétig mac Lorcáin, kung av Thomond, Irland, och Bé Binn ingen Aurchada, prinsessa av västra Connacht. 
Brian Boru stred emot vikingarikena i Munster. Sedan han 978 blivit kung av Caiseal lade han under sig hela Sydirland. Härigenom kom han i konflikt med överkungen Máel Sechnaill mac Domnaill, som 1002 tvingades erkänna Brian som överkung över hela Irland vilket han skattlade, därav sitt tillnamn Boru från det iriska ordet för tribut. Då Leinster 1013 gjorde uppror med stöd av vikingarna, försökte Brian förgäves ta Dublin, vikingarnas starkaste fäste. Hans här vann slaget vid Clontarf, men Brian själv stupade i slaget, och Irland föll efter hans död sönder i en rad småstater.
Brians ättlingar kallar sig O'Brian, vilket då det verkligen syftar till att hans ättlingar är en av de äldsta adelsätterna i världen.